# Železna Kapla - Bela
Železna Kapla - Bela (nemško Eisenkappel-Vellach) je občina, Železna Kapla pa urbano naselje z malo več kot 1000 prebivalci in sedež prej omenjene občine z okoli  2.200 ljudmi (2024) na avstrijskem Koroškem ter eden izmed krajev, kjer prebivajo Koroški Slovenci.
Marca leta 2009 je na občinskih volitvah postal župan Franc Jožef Smrtnik prvi slovenski župan, ki je  bil izvoljen na samostojni slovenski listi.
Železna Kapla leži 22 km južno od Velikovca (Völkermarkt), in 15 km severno od Jezerskega. To je prvi pomembni kraj severno od mejnega prehoda Jezerski vrh. Kraj leži na 558 mnm in je stisnjen v ozko dolino potoka Bela ter njegovih pritokov Obirskega potoka in Lepene. Naselje se širi vzdolž ceste iz Jezerskega skozi dolino. Podolje obdajajo z vseh strani nad 2000 m visoke gore.
V sedemdesetih letih 20. stol. so postavili v bližini naselja tovarno celuloze Obir. Tovarna je konec osemdesetih let, zaradi hude obremenitve okolja z odplakami, prenehala obratovati. Pozneje se je gospodarstvo Železne Kaple začelo usmerjati zlasti v turizem. Uredili so Obirske kapniške jame in zdravilišče s termalno vodo.

## Struktura občine
Občina Železna Kapla - Bela je sestavljena iz enajstih katastrskih občin in sicer:
Bela, Koprivna, Korte, Lepena, Lobnik, Obirsko, Pod Peco, Rebrca, Remšenik, Spodnja Plaznica in Železna Kapla ter obsega 14 naselij vasi in zaselkov)(v oklepaju število prebivalcev, stanje leto 2001):
| - Bela (Vellach) (350) - Bela (Weißenbach) (10) - Koprivna (Koprein Sonnseite) (41) - Korte (Trögern) (40) - Lepena (Leppen) (207) - Lobnik (Lobnig) (132) - Obirsko (Ebriach) (373) | - Pod Peco (Koprein Petzen) (6) - Podkraj (Unterort) (65) - Rebrca (Rechberg) (150) - Remšenik (Remschenig) (78) - Spodnja Plaznica (Blasnitzen) (66) - Suha (Zauchen) (126) - Železna Kapla (Bad Eisenkappel) (1.066) |

## Zgodovina
V starih listinah se kraj prvič omenja v 11. stol., kot trg pa leta 1267. Razvoj kraja je bil tesno povezan s pomembno potjo s Kranjskega na Koroško prek Jezerskega. V srednjem veku so trgovali zlasti z žitom, železom, volno, svincem, morsko soljo in raznimi drugimi izdelki, kar so tudi v kraju skladiščili. V 15. stol. so tu delovale fužine. Železovo rudo so kopali v bližnjem Lobniku in Lepeni. V Lobniku je bil tudi manjši premogovnik, ki deloval še med obema svetovnima vojnama.
Župnijsko cerkev sv. Mihaela, so na mestu starejše cerkve, ki so jo 1473 porušili Turki, postavili konec 15. stol. V strmini nad naseljem stoji romarska cerkev  Marija v trnju, ki naj bi bila postavljena že leta 1386, današnjo podobo pa je dobila v 16. stol. Nad naseljem stojijo tudi dobro ohranjeni ostanki protiturške zapore iz konca 15. stoletja, ljudsko poimenovani Na tabrih. Utrdba je bila dodatno opremljena s sistemom stolpov. Imela je tudi napravo za spoščanje zajezene vode na sovražnika. Zato je bila to najobsežnejša dolinska zapora na območju Notranje Avstrije.
Železna Kapla je bila eden izmed centrov zmagovitega protifašištičnega upora in celotna regija je bila označena kot "Bandengebiet" (področje tolp), saj ga nacisti niso vojaško povsem nadzorovali. Nekega dne so partizani celo prekinili prikaz nekega nacističnega propagandnega filma in prikazali svojo resnico. Štirje partizani - ki so po vojni v celoti bili predstavljeni kot bistveni doprinos Avstrije k svoji lastni osvoboditvi, kar ji je zagotovilo ponovno neodvisnost v mejah pred vojno - pa so bili obsojeni na smrt in umorjeni v dunajskem zaporu 29. aprila 1943. Ti borci za svobodo so bili Marija Olip in njen brat Miha Zupanc iz Obirskega, Jurij Pasterk iz Lobnika in Franc Weinzierl iz Rebrce.
Tik pred koncem vojne pa so nacistične tolpe še zažigale in ubiljale po Koroškem in tako tudi kruto zaklali celo Peršmanovo družino s številnimi otroki.
Župan Franc Jožef Smrtnik (EL) je prvi župan neke koroške občine v Drugi Republiki, ki je bil izvoljen kot Koroški Slovenec na slovenski volilni listi z absolutno večino na to mesto.

### Redne manifestacije
- Ante pante populore: 1. februarja na predvečer svečnice se spominjajo Kapelčani povodnje in otroci zanesejo male cerkvice s svečko v reko Belo, ob tem pa stalno ponavljajo pregovor „Ante pante populore, Kocle vrate cvilelore!“, za katerega pravzaprav nihče več ne ve, kaj zares pomeni (Izvira pa iz latinskega „Ante faciem omnium populorum“).
- Zadnjo nedeljo v juniju prireja Zveza koroških partizanov na Koroškem vsakoletno komemoracijo na pokol na Peršmanu 25. aprila 1945.

## Znamenitosti
Muzeji
- Partizanski muzej in spomenik Peršman: Peršman je bila partizanska postojanka, kjer so nacistične tolpe še ob koncu vojne zločinsko umorile celo družino, le dva otroka sta ranjena preživela. Danes je tam osrednji muzej odpora proti nacizmu.[5]
- Galerija Vprega [6]
- Muzej starih avtomobilov [7]

Stavbarstvo:
- poznogotska romarska cerkev Marija v trnju s pokopališčen na terase
- Dvorec Hagenegg: z renesančnim in z baročnim krilom
- Kommenda Rebrca
- ruševina Rebrca za cerkvijo na klancu
- ruševine turške šance

## Naravne znamenitosti
- Obirske kapniške jame: dostopne od leta 1987
- Naravni park Belska Kočna
- Naravni rezervat Korte
- Obir

## Znamenite osebnosti
- Angela Piskernik (1886-1967), botaničarka
- Maria Olip roj. Zupanc (1913-1943), partizanka
- Miha Zupanc, Marijin brat (1909-1943), partizan
- Jurij Pasterk (1903-1943), partizan
- Franc Pasterk (1903-1943), partizan
- Franc Weinzierl (1912-1943), partizan
- Maja Haderlap (* 1961), pisateljica
- Otto Baric (* 1933), trener nogometa
- Franc Jožef Smrtnik (* 1964), slovenski župan